# Даніель Фоше
Даніель Фоше (фр. Daniel Fauché, 22 грудня 1966) — французький академічний веслувальник.
Срібний призер Олімпійських Ігор 1996 року в складі розпашної четвірки без стернового, учасник 1992, 2000 років.
Чемпіон світу 1993 року в складі розпашної четвірки без стернового, срібний призер 1994, 1997, 1998 років у складі розпашної четвірки без стернового.